# SŽD-Baureihe ТГМ3
Die Lokomotiven der Baureihe ТГМ3 (deutsche Transkription TGM 3) der Sowjetischen Eisenbahnen (SŽD) sind breitspurige Diesellokomotiven mit dieselhydraulischer Kraftübertragung vorrangig für den Rangierdienst und Übergabefahrten. Sie sind die Weiterentwicklung der SŽD-Baureihe ТГМ2 von der Lokomotivfabrik Luhansk.

## Geschichte
Nachdem die Fertigung der SŽD-Baureihe ТГМ2 an die Diesellokfabrik Ljudinowo übergeben wurde, wurde diese daraufhin einer gründlichen Überarbeitung unterzogen. Die Überarbeitung betraf sowohl die äußere Form als auch die Maschinenausrüstung mit dem überarbeiteten Dieselmotor. Nach dem Bau von drei Diesellokomotiven der Reihe SŽD-Baureihe ТГМ2 stellte das Werk die Fertigung auf die neue Lokomotive um, die daraufhin die Bezeichnung ТГМ3 erhielt. Die ersten fünf Diesellokomotiven dieser Serie verließen 1959 das Werk.
Von 1961 an wurde eine modifizierte Serie unter der Bezeichnung ТГМ3A eingerichtet, die hauptsächlichen Unterschiede zu der Originalvariante waren die Verwendung des Strömungsgetriebe der Maschinenfabrik Kaluga anstatt des Getriebes der Lokomotivfabrik Luhansk, die noch bei den Lokomotiven der Reihe ТГМ3 Verwendung fanden.
Von 1966 an erschien eine nochmal modifizierte Serie unter der Bezeichnung ТГМ3B, sie hatte gegenüber den vorhergehenden Lokomotiven ein Strömungsgetriebe mit drei Wandlern. Es erschienen noch zwei Versuchsdieselloks, die eine unter der Bezeichnung ТГМ3M, die ein geändertes Strömungsgetriebe mit anderen Strömungswandlern besaß, und die andere Version unter der Bezeichnung ТГМ3o mit einem hydrostatischen Getriebe.
Insgesamt wurden in der Zeit von 1959 bis 1977 ca. 4000 Lokomotiven der Reihe ТГМ3 und ihrer Modifikationen ausgeliefert. Von diesen Maschinen liefen 1200  bei der Staatsbahn. Viele Lokomotiven arbeiteten auch auf Industriebahnen des Landes. 75 Lokomotiven wurden exportiert, und zwar in die Länder Bulgarien, Iran, Türkei, Ägypten und China.

## PKP SM15
Nach Polen wurden von 1962 bis 1966 zwei Serien der Diesellok als PKP-Baureihe SM15 mit 27 Exemplaren ausgeliefert. Eine Serie stammte von der Diesellokfabrik Ljudinowo, die andere von der Lokomotivfabrik Fablok.

## Technische Beschreibung

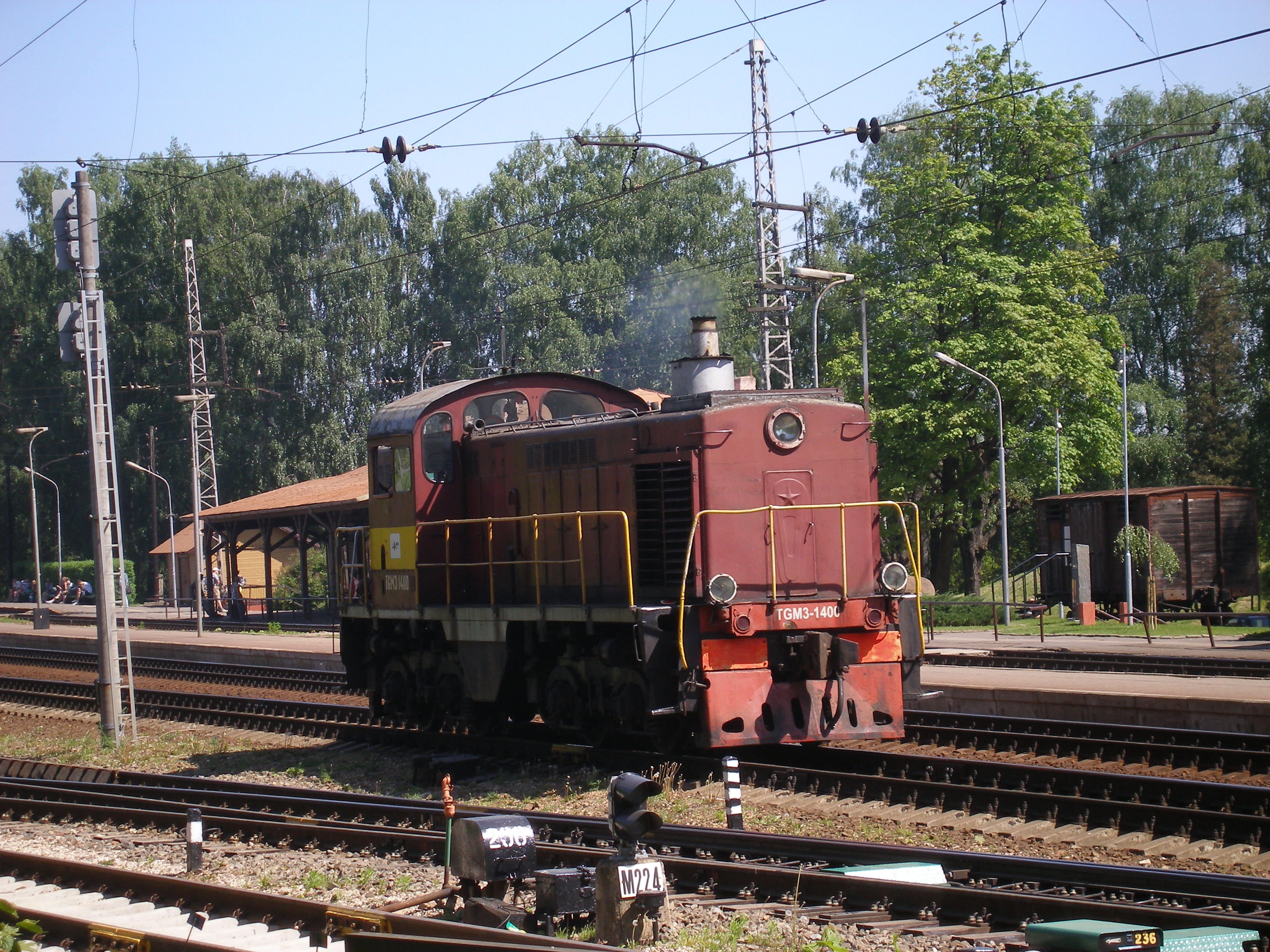
Foto der ТГМ3-1400

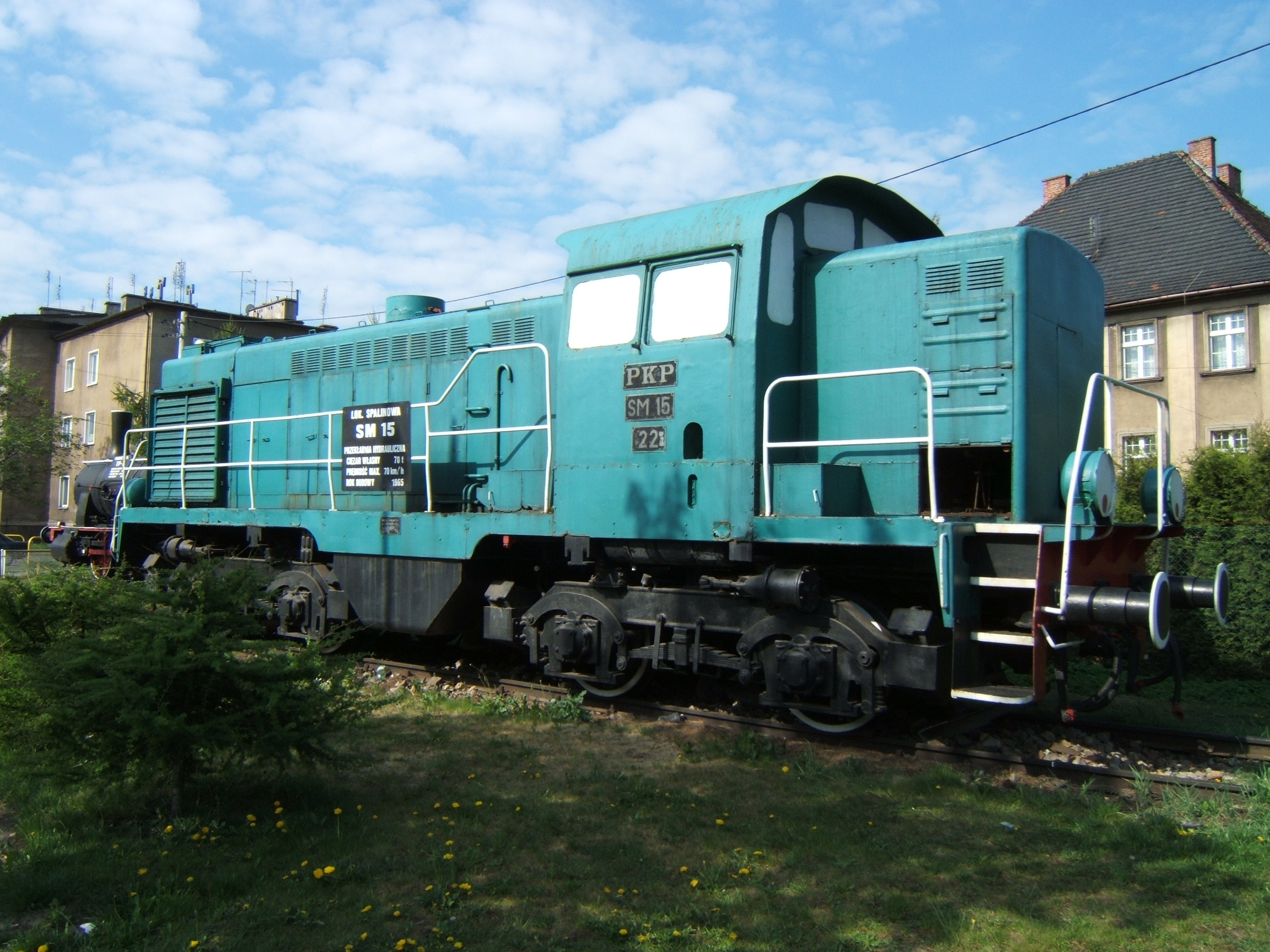
SM15-022 der PKP

Die Aufbauten, die Rahmen und die Drehgestelle wurden speziell für diese Serie von Lokomotiven umgearbeitet. Eine Reihe von Elementen, z. B. die Drehgestelle, wurden schon bei der Diesellokomotive ТЭ3 erprobt.
Die elektrische Steuerung der Diesellokomotive ist für die Verwendung der Vielfachsteuerung vorgesehen. Als Dieselmotor wurde der M 751 ausgewählt, der eine Weiterentwicklung des M 750 der SŽD-Baureihe ТГМ2 ist. Ansonsten entsprechen die Baugruppen der Lokomotive denen der Reihe SŽD-Baureihe ТГМ2. Die ТГМ3M besaß außer dem anderen Strömungsgetriebe auch den geänderten Motor M 753, der im Wesentlichen dem M 751 ähnelt, nur über keinen Turbolader verfügt. Bei einigen Lokomotiven wurden während der Hauptuntersuchungen auch der kleinere Motor 1D12-400 mit der Leistung von 294 kW (400 PS) eingebaut, wie er auch bei der ТГМ1 verwendet wurde.
Bei der Versuchslokomotive  ТГМ3B.2000 wurde anstatt der herkömmlichen Federaufhängung  eine Luftfederung verwendet.